# Jeremias IV de Constantinopla
Jeremias IV de Constantinopla (em grego: Ιερεμίας Δ'; m. 1824) foi patriarca ecumênico de Constantinopla entre 1809 e 1813.

## História
Jeremias é natural de Creta. Antes de sua eleição, foi protossincelo do Patriarcado e, a partir de 1783, bispo metropolitano de Mitilene. Mesmo tendo uma educação mediana, Jeremias é considerado um patriarca de sucesso, pois era prudente e tinha consideráveis habilidades administrativas. Ele foi também caracterizado como um protetor notadamente corajoso dos interesses da Igreja Ortodoxa. Em 1813, Jeremias renunciou por razões de saúde e se retirou para Mitilene, onde morreu em 1824.